# Jean Widmer
Pour les articles homonymes, voir Widmer.
 (juin 2017).
Si vous disposez d'ouvrages ou d'articles de référence ou si vous connaissez des sites web de qualité traitant du thème abordé ici, merci de compléter l'article en donnant les références utiles à sa vérifiabilité et en les liant à la section « Notes et références ».
Jean Widmer, né le 31 mars 1929 à Frauenfeld en Suisse, est un graphiste suisse. Il est le concepteur de nombreux programmes d'identités visuelles.
Jean Widmer, arrivé en France dans les années 1950, a marqué le graphisme français en revisitant notamment la signalétique des lieux publics et des infrastructures routières dans un but à la fois pratique (grand progrès en lisibilité) et esthétique. C'est un précurseur, un des premiers en France à faire de la typographie un élément central de ses compositions.

## Biographie

### Études
En 1946 alors qu’il a dix-sept ans et jusqu'à ses vingt-et-un ans en 1950, il fait des études, avec Peter Knapp et Adrian Frutiger, à l'école des arts appliqués de Zurich, sous la direction de Johannes Itten membre important du mouvement Bauhaus. Il y décroche un diplôme de décorateur de vitrines, puis poursuit ses études de graphisme. Dans le but de se perfectionner, il vient à Paris et suit des cours de lithographie aux Beaux-Arts où il rencontre Fernand Mourlot, un maître lithographe.
En 1953, pour faire son stage, il entre dans une des meilleures maisons d'édition et de cartonnage : l’atelier Tolmer, qui se situe sur l’île Saint-Louis. Il y conçoit des conditionnements (emballages) pour la Marquise de Sévigné, une marque de confiserie.

### Direction artistique
Après avoir passé un an chez Tolmer, Jean Widmer devient directeur artistique de la Société nouvelle d'information et de publicité (SNIP) de 1956 à 1959. Puis on le nomme directeur artistique aux Galeries Lafayette où il travaille entre 1959 et 1961, puis au magazine Jardin des Modes pendant sept ans où il officie également comme photographe jusqu’en 1969. En parallèle, il enseigne dès 1960 à École nationale supérieure des arts décoratifs à Paris. Pendant cette période, il va au Japon où il étudie l’écriture traditionnelle au pinceau ainsi que la grande variété de tampons et de cachets dont il s’inspirera par la suite.
Galeries Lafayette
Lorsque Jean Widmer succède en 1959 à Peter Knapp comme directeur artistique des ateliers de publicité des Galeries Lafayette, il rompt avec la communication d’annonce au meilleur prix et avec la tradition des catalogues aux articles bien rangés. Il préfère laisser davantage de place à la communication imaginative. Il crée de nouveaux codes visuels avec des calligrammes, des photos, des collages et n’utilise plus la typographie en tant que telle.
Jardin des Modes
Revue et catalogue de mode créée en 1922 par Lucien Vogel et destinée à des lectrices cultivées et aisées, ce magazine montre la mode de manière nouvelle et originale, ce qui permet à Widmer d’affranchir son travail de contraintes commerciales. Il y dirige une équipe constituée de professionnels confirmés comme Terence Donovan ou Helmut Newton mais il offre aussi à des débutants comme Roland Topor ou Alex Chatelin la possibilité de s’exprimer. Il commence par renouveler le logo, puis la couverture qu’il traite comme une affiche et à l’intérieur du magazine la typographie est simplifiée et unifiée pour que l’image et le texte prennent plus d'importance. Il innove de manière radicale en annulant le fossé entre la haute couture et le prêt-à-porter, puis en participant au rapprochement entre le graphisme et la photographie ce qui contribue à moderniser l'image du journal. Il décide d’inclure la photographie dans ses productions car, selon lui, « elle permet d’appréhender plus directement et de façon plus réaliste les objets ». Il s’occupe lui-même des séances photo. Pour éviter que le journal ne soit monotone, il oriente le visuel dans trois direction : l’insolite, l’érotisme et la poésie.

### Agence Jean Widmer - Visuel Design
En 1969, il ouvre l'agence Jean Widmer qui deviendra Visuel Design par la suite. C’est là qu’il conçoit de nombreuses identités visuelles comme celle du Centre de création industrielle, du Centre Georges-Pompidou ou du Musée d'Orsay. Quelques analyses d'identité visuelle créées par Widmer pendant cette période :
Centre Pompidou
En 1977, Jean Widmer conçoit l’identité visuelle du nouveau Centre Georges Pompidou à Paris. Le centre, ouvert en 1977, est divisé en quatre parties : 
- le Musée national d'art moderne (MNAM)
- la Bibliothèque publique d'information (BPI)
- le Centre de création industrielle (CCI)
- et l’Institut de recherche et coordination acoustique/musique (IRCAM)

Il regroupe des activités pluridisciplinaires : la peinture, la sculpture, l’architecture ; le design, la littérature et la musique. En 1969, un concours international est ouvert pour la réalisation de l’identité visuelle du centre. C’est l’équipe Visuel Design Association constituée pour l’occasion autour de Jean Widmer et d’Ernest Hierstand qui est choisie. Pour s’adapter à la pluridisciplinarité des domaines et à la complexité de l’architecture il fallait une typographie originale et une signalétique adaptée. La police utilisée est la police « Beaubourg » conçue par Adrian Frutiger (elle a une graisse unique).
La signalétique présente les caractéristiques suivantes :
- elle est verticale car Widmer voulait intégrer la signalétique à l’architecture, ne pas encombrer l’espace et informer un maximum sans gêner la vision et attirer l’attention du public en rompant avec ses habitudes. Mais la signalétique verticale n’a jamais vraiment été appréciée.
- il y a un code coloré qui répond à un besoin fonctionnel d’identification et pas un désir décoratif. Chaque département possède une couleur qui en permet la reconnaissance. Widmer a choisi les couleurs selon leur symbolique : ainsi l'IRCAM est représenté par le violet qui symbolise la musique et la spiritualité.

Il ne veut pas dessiner de logo, son système visuel et signalétique étant selon lui suffisant à l’identité du futur centre, mais la direction insiste. Jean Widmer obtempéra et dessina le logo en 1978, un an après l’inauguration du centre. Toujours en usage aujourd'hui, ce signe est devenu un repère dans l'histoire du design graphique récent. C’est une épure du bâtiment qui est très caractéristique avec son escalator en façade. Il est immédiatement reconnaissable (même si son auteur ne figura que cinq étages dans son logo alors que le bâtiment en comporte six) et en même temps presque abstrait. Jean Widmer est minimaliste, il élabore son projet et l’épure par étapes successives au fur et à mesure pour arriver à quelque chose de fort et de simple.
Signalétique des aéroports de Paris
En 1994, les aéroports de Paris souhaitent adapter la signalétique aux nouvelles architectures et demandent une nouvelle signalétique à l’agence Visuel design. Celle-ci corrige les difficultés de lecture des installations en place et de l’appréhension de l’espace. C'est-à-dire qu’elle étudie le lieu afin de placer leurs panneaux là où ils sont les plus visibles (il regarde l’éclairage la hauteur...). L'agence Visuel design s’est aussi occupée en plus des panneaux, du traitement des informations sur les moniteurs et de la stylisation des plans du site. Pour cela les aéroports leur avaient donné une charte graphique élaborée grâce aux avis des passagers. Les nouvelles règles graphiques attribuent le jaune aux informations concernant les avions, le bleu à celle des transports par rail et les traductions sont en gris clair et en anglais car c’est une langue internationale. Ce code couleur permet de trouver plus rapidement les transports que l’on cherche grâce à une lecture plus rapide et une meilleure lisibilité.
Pour être efficace l’information véhiculée par la signalétique doit être prioritaire sur les autres messages de l’aéroport (pub…). L'agence Visuel design fait donc simple et visible pour qu'elle soit lisible par tous les passagers quelle que soit leur culture.
Animation touristique des autoroutes
En 1972, les sociétés d’autoroute commandent à Jean Widmer une signalétique culturelle pour les autoroutes du sud de la France pour rompre la monotonie des trajets en voiture tout en suscitant la curiosité de l’automobiliste pour l’espace naturel, le patrimoine artistique, architectural et urbain des régions traversées.
Pour cela il fallait créer un langage universel de lecture rapide avec des messages distincts de la signalisation réglementaire et un système ludique. Jean Widmer s’inspire des hiéroglyphes égyptiens et définit des pictogrammes qui évoquent le patrimoine régional et culturel et réduits à l’essence même de leur forme et de leur signification. Ainsi le message est perçu instantanément et la lecture se présente comme un jeu.
La question est posée par le pictogramme et la réponse est donnée par le texte distant de 200 à 300 mètres. Pour renforcer la rapidité de lecture, Jean Widmer utilise le caractère Frutiger (voir Adrian Frutiger le typographe) qui est très adapté à la perception de la signalétique avec des minuscules très lisibles. Pour les différencier des autres panneaux de la route, Widmer décide de mettre les pictogrammes blancs sur un fond brun en aplat différent du bleu de la signalisation routière réglementaire.
Tout d’abord, il réalise un reportage photo sur les bâtiments que Widmer veut faire figurer sur les panneaux. Ensuite, à partir des photos, ils ont épuré systématiquement les formes en jouant sur les rapports de masses blanc et noir  pour dégager le symbolique du sujet. Parallèlement ils ont recherché l’épaisseur de trait minimal à distance. Ensuite ils ont travaillé les pictogrammes séparément et ensemble avec des feutres, des collages et des photos. Tout a été traité en traits sans trames. En 7 ans, Jean Widmer et son agence créent 500 pictogrammes.
Typographie bi-89
En 1989, le ministère de la culture et de la communication commande la conception de 2 types de caractères typographiques pour commémorer le bicentenaire de la Révolution française. L’équipe dirigée par Jean Widmer coinçoit un premier caractère destiné aux supports signalétiques des cérémonies et des manifestations et un second caractère pour l'édition et la communication.
Il créa la police bi-89 (qui sera notamment utilisée pour la signalétique intérieure des Tuileries lors des cérémonies du bicentenaire). Comme c’était pour la célébration du bicentenaire de la Révolution de 1789 il appela cette police de caractères bi-89.
Il met à profit les enseignements tirés des expériences d’animation et de signalisation des autoroutes et crée un caractère étroit permettant de composer des noms comportant un grand nombre de signes. Une fois les formes fixées, les gabarits sont établis : hauteur, largeur, graisse, axe... Chaque caractère est tracé sur un calque avec une taille de 7a 8 cm. Chaque fut est identique pour toutes les lettres. Il a une pente très légère de 4 degrés à peine visible, ce qui lui évite d’être statique. Le corps des majuscules a été réduit pour une meilleure perception. De plus, le bi-89 a été étudié pour que les caractères mesurant un centimètre de haut soient lisibles à une distance de 3 mètres, le cas d’une acuité visuelle normale. Deux séries de chiffres ont aussi été créées : l’une étant des chiffres suspendus pour les utilisations historiques, l’autre des chiffres alignés pour les supports quotidiens. Les chiffres sont construits de la même façon avec la légère inclinaison, la même graisse de fut.

## Différents projets et réalisations
- 1959-1961 : Galeries Lafayette, publicité
- 1961-1969 : Jardin des Modes, direction artistique du journal
- 1970 : Printemps, identité visuelle et logo
- 1979 : Kiel, fête nautique et culturelle, Allemagne, concours d'identité visuelle
- 1974-1977 : Centre Georges-Pompidou, concours identité visuelle et signalétique
- 1972-1978 : Signalétique touristique des autoroutes françaises[6]
- 1983-1987 : Musée d'Orsay, identité visuelle et signalétique, timbre-poste
- 1985 : Centre Georges-Pompidou, musée national d'art moderne, identité visuelle
- 1985 : Autoroutes nationales, étude de signalisation réglementaire
- 1987 : Institut du Monde arabe (IMA), identité visuelle
- 1987 : Mutuelles d'assurances des commerçants et industriels (MACIF)
- 1987 : Théâtre national de la Colline, identité visuelle et logo
- 1989 : Création d'un alphabet, le Bi-89, à l'occasion du bicentenaire de la Révolution française
- 1989 : RATP, signalétique "Autrement Bus", projet de signalétique
- 1990 : Galerie nationale du Jeu de Paume, identité visuelle et signalétique
- 1994 : Cinquièmes Rencontres internationales des arts graphiques de Chaumont, affiches et produits dérivés

## Galerie: Logos

Logo de la Réunion des Musées Nationaux de 1990 à 2006
Logo du Centre Beaubourg—Georges-Pompidou créé en 1974-1977
Logotype de l'Institut du monde arabe
Logotype Musée d'Orsay

## Distinctions
- En 1980, il obtient le prix Toulouse-Lautrec à Berlin et le prix d'excellence à Essen et à Munich pour l'affiche de la Kieler Woche 1980 ;
- En 1983, on le nomme chevalier de l'ordre des Arts et des Lettres, puis officier de l'ordre des Arts et des Lettres en 1991,et enfin Commandeur de l'ordre des Arts et des Lettres. Il reçoit également le Janus du design, label décerné par le ministère de l'Industrie et du Commerce extérieur pour l'identité et la signalétique du musée d'Orsay ;
- 1992 : Distinctive Merite Award de l'Art Directors Club 6th International Exhibition of New-York ;
- 1994 : Grand prix national des Arts graphiques décerné par le ministère de la Culture et de la Francophonie ;
- 2017 : Grand Prix suisse du design, Art Basel[6].